# Juquitiba
Juquitiba là một đô thị tại bang São Paulo, Brasil. Đô thị này được lập năm 1964, hiện có diện tích 522 km², dân số 28.458 người, mật độ dân số 54,52 người/km². Đây là một đô thị thành phần của vùng đô thị São Paulo. Đô thị này nằm ở độ cao 685 m. Khí hậu ở đây bán nhiệt đới. Theo thống kê năm 2000, đô thị này có: 31.256 dân, dân số đô thị 17.387, dân số nông thôn 9072 người, tuổi thọ bình quân 69,99 năm; chỉ số phát triển con người 0,754, tỷ lệ biết đọc biết viết là 86,28%; nam giới 13.309 người, nữ giới 13.150 người. 

## Thông tin nhân khẩu
Dữ liệu dân số theo điều tra dân số năm 2000
Tổng dân số: 31256
- Dân số thành thị: 17.387
- Dân số nông thôn: 9.072
- Nam giới: 13.309
- Nữ giới: 13.150

Mật độ dân số (người/km²): 59,90
Tỷ lệ tử vong trẻ sơ sinh dưới 1 tuổi (trên một triệu người): 18,26
Tuổi thọ bình quân (tuổi): 69,99
Tỷ lệ sinh (số trẻ trên mỗi bà mẹ): 2,90
Tỷ lệ biết đọc biết viết: 86,28%
Chỉ số phát triển con người (HDI-M): 0,754
- Chỉ số phát triển con người - Thu nhập: 0,666
- Chỉ số phát triển con người - Tuổi thọ: 0,750
- Chỉ số phát triển con người - Giáo dục: 0,845

(Nguồn: IPEADATA)

## Các đô thị giáp ranh
Đô thị này giáp các đô thị sau:
|             | Bắc: Ibiúna và São Lourenço da Serra       |                               |
| Tây: Ibiúna | Juquitiba                                  | Đông: São Paulo và Embu-Guaçu |
|             | Nam: Miracatu, Mongaguá và Pedro de Toledo |                               |